# Oued El Alenda
Oued El Alenda là một đô thị thuộc tỉnh El Oued, Algérie. Dân số thời điểm năm 2002 là 5.839 người.